# SN 1953K
SN 1953K – niepotwierdzona supernowa odkryta 18 maja 1953 roku w galaktyce IC4536. W momencie odkrycia miała maksymalną jasność 16,00m.